# Per Jacobsson

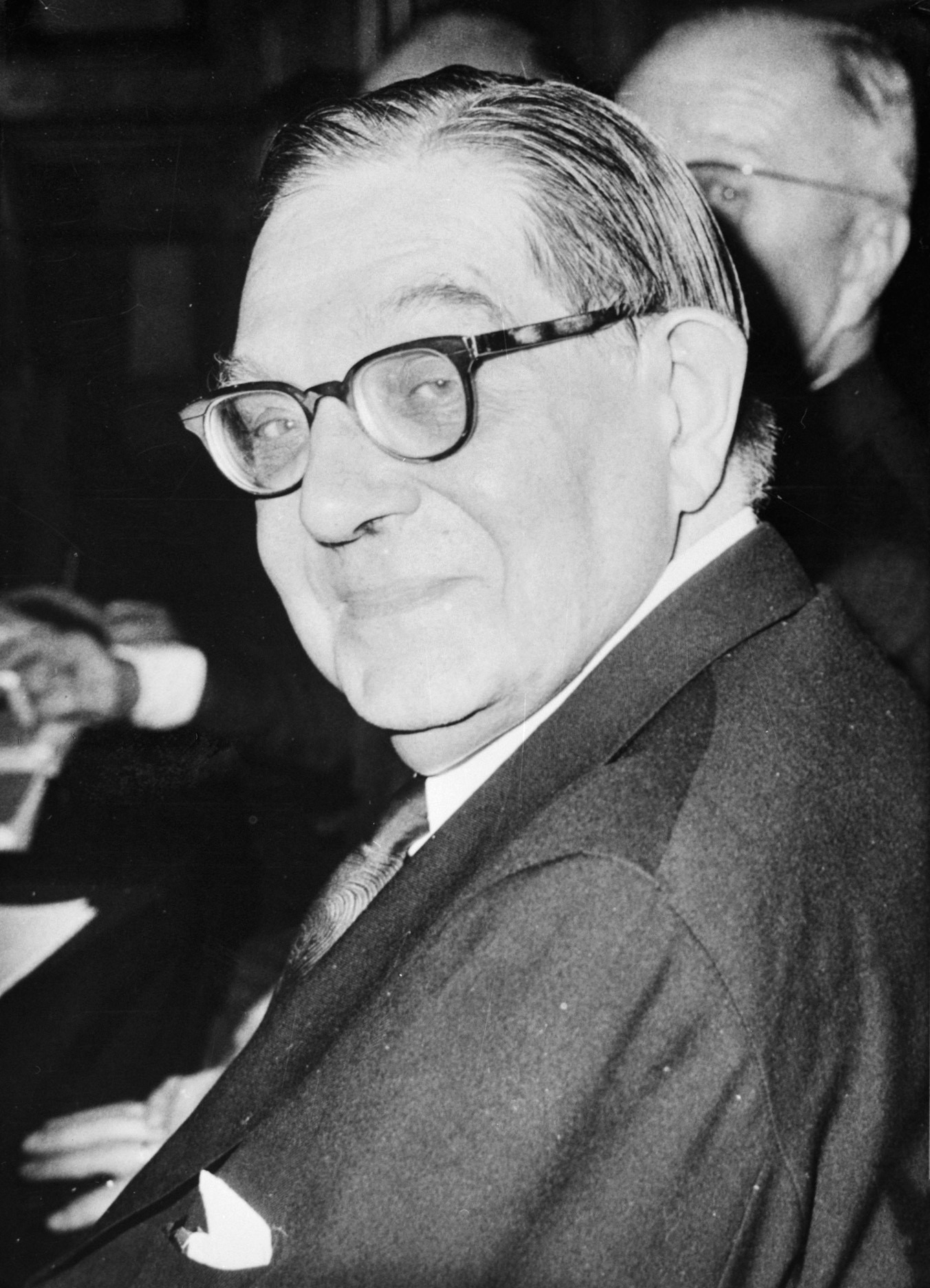
Per Jacobsson

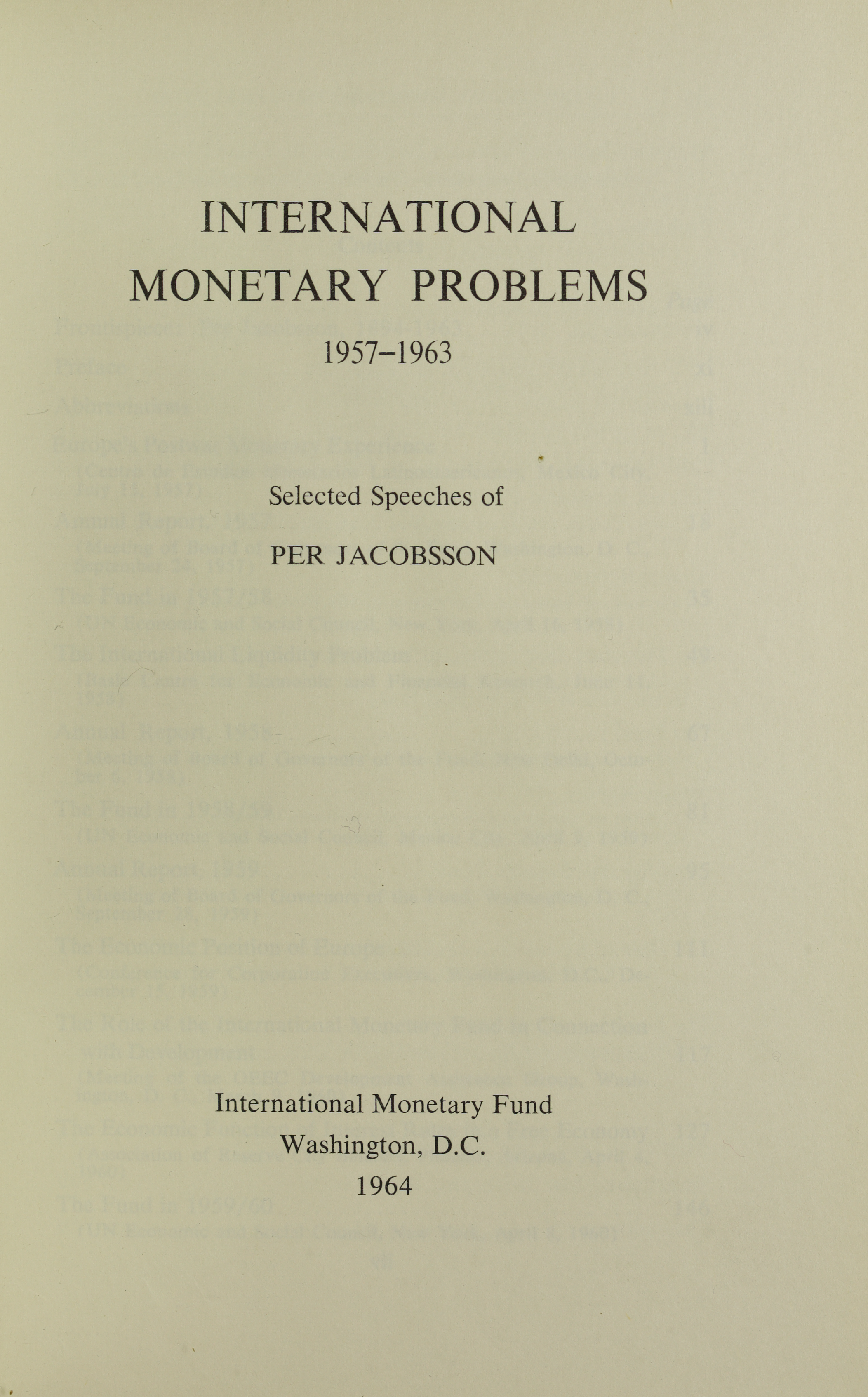
International monetary problems, 1964

Per Jacobsson (* 5. Februar 1894 bei Tanum; † 5. Mai 1963 in London) war ein schwedischer Manager. Er war vom 21. November 1956 bis zu seinem Tode Geschäftsführender Direktor des Internationalen Währungsfonds.
Per Jacobsson studierte Rechts- und Wirtschaftswissenschaften an der Universität Uppsala und arbeitete anschließend als Dozent für Nationalökonomie an der Forstwirtschaftlichen Hochschule in Stockholm. Zwischen 1920 und 1928 war er Delegierter Schwedens in die Wirtschafts- und Finanzabteilung des Völkerbundessekretariats in Genf. Im Anschluss war Jacobsson zwischen 1929 und 1931 Mitglied des schwedischen Wirtschaftlichen Verteidigungsrates.  Außerdem war er kurzzeitig für Kreuger und Troll in Stockholm tätig.
Im Jahr 1931 wurde Per Jacobsson Leiter der Währungs- und Wirtschaftsabteilung der neugegründeten Bank für Internationalen Zahlungsausgleich.  Daneben war er Mitglied der irischen Bankenkommission, deren Bericht zur Gründung der Central Bank of Ireland führte.  Im Jahr 1952 war er maßgeblich am Aufbau des Basler Zentrums für Wirtschafts- und Finanzanalyse beteiligt.
Per Jacobsson wurde am 21. November 1956 zum Geschäftsführender Direktor des Internationalen Währungsfonds ernannt und war bis zu seinem Tod am 5. Mai 1963 in dieser Funktion tätig. 1957 wurde er zum Mitglied der American Philosophical Society gewählt.
Mit Unterstützung der Familie von Per Jacobsson wurde 1963 die Per Jacobsson Foundation gegründet. Ihr Ziel ist die Förderung der Diskussion über internationale Währungsprobleme sowie der Grundlagenforschung in diesem Themengebiet.